# 总部基地站
总部基地站位於中华人民共和国广西壮族自治区南宁市良庆区五象大道与凯旋路交叉口地下，是南宁轨道交通3号线和4号线的地铁换乘站。
3号线站台于2019年开通运营；4号线站台于2020年开通。